# Carassius
Carassius ist eine Gattung aus der Familie der Karpfenfische. Ihr ursprüngliches Verbreitungsgebiet ist durch vielfache Einführung in andere Regionen nur schwer rekonstruierbar. Heute sind die fünf Arten fast in der gesamten Paläarktis verbreitet und von Europa bis zur Arktischen Wasserscheide Sibiriens und in den gemäßigten und warmen Teilen Ostasiens zu finden.
Es handelt sich um Fische kleinerer und mittlerer Größe mit einer für Karpfenfische typischen Gestalt. Der Körper ist gestreckt und seitlich zusammengepresst, im Alter entwickelt sich eine zunehmende Hochrückigkeit. Ein Rücken- oder Bauchkiel fehlt. Das Maul ist endständig und trägt keine Barteln. Die lange Rückenflosse wird von drei bis vier ungeteilten und 14 bis 20 geteilten Weichstrahlen gestützt. Die Afterflosse ist kurz und trägt zwei bis drei ungeteilte und fünf bis sechs, selten auch sieben, geteilte Weichstrahlen. Carassius-Arten tragen eine Reihe Schlundzähne, die auf jeder Seite mit jeweils vier seitlich abgeflachten Zähnen besetzt ist. Entlang der vollständigen und geraden Seitenlinie sitzen 21 bis 38 fest in der Haut verankerte Schuppen.

## Arten
- Goldfisch (Carassius auratus (Linnaeus, 1758))
- Karausche (Carassius carassius (Linnaeus, 1758))
- Carassius cuvieri Temminck & Schlegel, 1846
- Giebel (Carassius gibelio (Bloch, 1782)[1])
- Carassius langsdorfii Temminck & Schlegel, 1846
- Carassius praecipuus Kottelat, 2017[2]

## Belege
1. 1 2  Artenliste auf Fishbase.org (englisch)
2. 1 2  Kottelat, M. (2017): Carassius praecipuus, a dwarf new species of goldfish from the Mekong drainage in central Laos (Teleostei: Cyprinidae). Revue Suisse de Zoologie, 124 (2): 323–329.
3. 1 2  Petru M. Bănărescu, Hans-Joachim Paepke: The Freshwater Fishes of Europe, Aula-Verlag, Wiebelsheim 2002, ISBN 3-89104-658-8. (Volume 5. Cyprinidae 2, Part III: Carassius to Cyprinus; Gastorosteidae) S. 1–3